# Агроком
«Агроком» — российская компания, владеющая активами в предприятиях пищевой промышленности, в сельскохозяйственных предприятиях, в сети розничной торговли в Южном федеральном округе России, а также медиа-активами. По данным «Эксперт РА» по объёму продаж компания занимала 38-е место среди компаний Юга России.

## История
Компания создана в Ростове-на-Дону бизнесменом, депутатом Государственной Думы России Иваном Саввиди в августе 2004 года.
В ноябре 2007 года был запущен самый крупный инвестиционный проект компании — строительство за чертой Ростова-на-Дону нового мясокомбината. Объём инвестиций в строительство и оснащение оборудованием первой очереди «Ростовского мясокомбината» составлял более 2,5 млрд рублей.
В январе 2012 года Иван Саввиди вернулся в «Агроком» в статусе председателя совета директоров.
В начале 2012 года компания открыла в Южном федеральном округе сеть супермаркетов «Мясной дом», специализирующихся на мясной продукции.
В марте 2012 года компания приобрела право на издание газеты «Московский комсомолец на Дону».

## Структура
В структуру группы входят:
- Мясной бизнес-комплекс: «Ростовский колбасный завод - ТАВР» Архивная копия от 9 февраля 2019 на Wayback Machine; «Тавровские мясные лавки»
- Упаковочный бизнес-комплекс ООО ПКФ «Атлантис-Пак»;
- Агропромышленный бизнес-комплекс: ЗАО «Казачка», «Донской осетр», Агропромышленный комплекс «21 век», ООО «Парк» (Парк им. Октябрьской Революции);
- Производство тротуарной плитки и элементов благоустройства ООО «АксайСтройПром»